# Tour d'Alberta 2013
La 1re édition du Tour d'Alberta a lieu du 3 au 8 septembre 2013. Elle est classée 2.1 à l'UCI America Tour.

## Équipes
Le plateau est composé de 6 équipes « UCI ProTeams », 2 équipes continentales professionnelles et 7 équipes continentales.
| UCI WorldTeams  | UCI WorldTeams | UCI WorldTeams |
| Nom de l'équipe | Pays           | Code           |
| --------------- | -------------- | -------------- |
| Argos-Shimano   | Pays-Bas       | ARG            |
| Belkin          | Pays-Bas       | BEL            |
| BMC Racing      | États-Unis     | BMC            |
| Cannondale      | Italie         | CAN            |
| Garmin-Sharp    | États-Unis     | GRS            |
| Orica-GreenEDGE | Australie      | OGE            |

| Équipes continentales professionnelles | Équipes continentales professionnelles | Équipes continentales professionnelles |
| Nom de l'équipe                        | Pays                                   | Code                                   |
| -------------------------------------- | -------------------------------------- | -------------------------------------- |
| Champion System                        | Chine                                  | CSS                                    |
| UnitedHealthcare                       | États-Unis                             | UHC                                    |

| Équipes continentales          | Équipes continentales | Équipes continentales |
| Nom de l'équipe                | Pays                  | Code                  |
| ------------------------------ | --------------------- | --------------------- |
| Bissell                        | États-Unis            | BPC                   |
| Équipe nationale du Canada     | Canada                | CAN                   |
| 5 Hour Energy                  | États-Unis            | 5HR                   |
| Garneau–Québecor               | Canada                | GQC                   |
| Jelly Belly-Kenda              | États-Unis            | JBC                   |
| Optum-Kelly Benefit Strategies | États-Unis            | OPM                   |
| SmartStop Mountain-Khakis      | États-Unis            | TMK                   |

## Étapes
| Étape     | Date        | Villes étapes                 |                             | Distance (km) | Vainqueur d’étape | Leader du classement général |
| --------- | ----------- | ----------------------------- | --------------------------- | ------------- | ----------------- | ---------------------------- |
| Prologue  | 3 septembre | Edmonton                      | Contre-la-montre individuel | 7,3           | Peter Sagan       | Peter Sagan                  |
| 1re étape | 4 septembre | Comté de Strathcona – Camrose | Étape de plaine             | 158           | Peter Sagan       | Peter Sagan                  |
| 2e étape  | 5 septembre | Devon – Red Deer              | Étape de plaine             | 175           | Silvan Dillier    | Peter Sagan                  |
| 3e étape  | 6 septembre | Strathmore – Drumheller       | Étape de plaine             | 169           | Rohan Dennis      | Rohan Dennis                 |
| 4e étape  | 7 septembre | Black Diamond (circuit)       | Étape de plaine             | 169           | Cadel Evans       | Rohan Dennis                 |
| 5e étape  | 8 septembre | Okotoks – Calgary             | Étape de plaine             | 132           | Peter Sagan       | Rohan Dennis                 |

## Déroulement de la course

### Prologue
|    | Coureur           | Équipe                         |    | Temps      |
| -- | ----------------- | ------------------------------ | -- | ---------- |
| 1  | Peter Sagan       | Cannondale                     | en | 8 min 28 s |
| 2  | Rohan Dennis      | Garmin-Sharp                   | +  | 13 s       |
| 3  | Tobias Ludvigsson | Argos-Shimano                  |    | 14 s       |
| 4  | Cadel Evans       | BMC Racing                     |    | 20 s       |
| 5  | Brent Bookwalter  | BMC Racing                     |    | 21 s       |
| 6  | Chad Haga         | Optum-Kelly Benefit Strategies |    | 23 s       |
| 7  | Pieter Weening    | Orica-GreenEDGE                |    | 29 s       |
| 8  | David Zabriskie   | Garmin-Sharp                   |    | 30 s       |
| 9  | Tom Zirbel        | Optum-Kelly Benefit Strategies |    | 30 s       |
| 10 | Ryder Hesjedal    | Garmin-Sharp                   |    | 30 s       |

|    | Coureur           | Équipe                         |    | Temps      |
| -- | ----------------- | ------------------------------ | -- | ---------- |
| 1  | Peter Sagan       | Cannondale                     | en | 8 min 28 s |
| 2  | Rohan Dennis      | Garmin-Sharp                   | +  | 13 s       |
| 3  | Tobias Ludvigsson | Argos-Shimano                  |    | 14 s       |
| 4  | Cadel Evans       | BMC Racing                     |    | 20 s       |
| 5  | Brent Bookwalter  | BMC Racing                     |    | 21 s       |
| 6  | Chad Haga         | Optum-Kelly Benefit Strategies |    | 23 s       |
| 7  | Pieter Weening    | Orica-GreenEDGE                |    | 29 s       |
| 8  | David Zabriskie   | Garmin-Sharp                   |    | 30 s       |
| 9  | Tom Zirbel        | Optum-Kelly Benefit Strategies |    | 30 s       |
| 10 | Ryder Hesjedal    | Garmin-Sharp                   |    | 30 s       |

### 1reétape
|    | Coureur             | Équipe                         |    | Temps           |
| -- | ------------------- | ------------------------------ | -- | --------------- |
| 1  | Peter Sagan         | Cannondale                     | en | 3 h 22 min 17 s |
| 2  | Eric Young          | Optum-Kelly Benefit Strategies | +  | m.t             |
| 3  | Moreno Hofland      | Belkin                         |    | m.t             |
| 4  | Ryan Anderson       | Optum-Kelly Benefit Strategies |    | m.t             |
| 5  | Luka Mezgec         | Argos-Shimano                  |    | m.t             |
| 6  | Brent Bookwalter    | BMC Racing                     |    | m.t             |
| 7  | Fabian Wegmann      | Garmin-Sharp                   |    | m.t             |
| 8  | Matthias Friedemann | Champion System                |    | m.t             |
| 9  | Tobias Ludvigsson   | Argos-Shimano                  |    | m.t             |
| 10 | John Murphy         | UnitedHealthcare               |    | m.t             |

|    | Coureur           | Équipe                         |    | Temps           |
| -- | ----------------- | ------------------------------ | -- | --------------- |
| 1  | Peter Sagan       | Cannondale                     | en | 3 h 30 min 35 s |
| 2  | Rohan Dennis      | Garmin-Sharp                   | +  | 23 s            |
| 3  | Tobias Ludvigsson | Argos-Shimano                  |    | 24 s            |
| 4  | Cadel Evans       | BMC Racing                     |    | 30 s            |
| 5  | Brent Bookwalter  | BMC Racing                     |    | 31 s            |
| 6  | Pieter Weening    | Orica-GreenEDGE                |    | 39 s            |
| 7  | Patrick Gretsch   | Argos-Shimano                  |    | 39 s            |
| 8  | Tom Zirbel        | Optum-Kelly Benefit Strategies |    | 40 s            |
| 9  | Ryder Hesjedal    | Garmin-Sharp                   |    | 40 s            |
| 10 | Robert Gesink     | Belkin                         |    | 41 s            |

### 2eétape
|    | Coureur           | Équipe                         |    | Temps           |
| -- | ----------------- | ------------------------------ | -- | --------------- |
| 1  | Silvan Dillier    | BMC Racing                     | en | 3 h 32 min 47 s |
| 2  | Serghei Tvetcov   | Jelly Belly-Kenda              | +  | 0 s             |
| 3  | Peter Sagan       | Cannondale                     |    | 16 s            |
| 4  | Aidis Kruopis     | Orica-GreenEDGE                |    | 18 s            |
| 5  | Luka Mezgec       | Argos-Shimano                  |    | 18 s            |
| 6  | Nicolai Brøchner  | Bissell                        |    | 18 s            |
| 7  | Eric Young        | Optum-Kelly Benefit Strategies |    | 18 s            |
| 8  | Travis McCabe     | SmartStop Mountain-Khakis      |    | 18 s            |
| 9  | Dennis van Winden | Belkin                         |    | 18 s            |
| 10 | Jeremy Vennell    | Bissell                        |    | 18 s            |

|    | Coureur           | Équipe                         |    | Temps           |
| -- | ----------------- | ------------------------------ | -- | --------------- |
| 1  | Peter Sagan       | Cannondale                     | en | 7 h 03 min 34 s |
| 2  | Rohan Dennis      | Garmin-Sharp                   | +  | 26 s            |
| 3  | Tobias Ludvigsson | Argos-Shimano                  |    | 28 s            |
| 4  | Cadel Evans       | BMC Racing                     |    | 36 s            |
| 5  | Brent Bookwalter  | BMC Racing                     |    | 37 s            |
| 6  | Pieter Weening    | Orica-GreenEDGE                |    | 43 s            |
| 7  | Patrick Gretsch   | Argos-Shimano                  |    | 44 s            |
| 8  | Tom Zirbel        | Optum-Kelly Benefit Strategies |    | 46 s            |
| 9  | Ryder Hesjedal    | Garmin-Sharp                   |    | 46 s            |
| 10 | Robert Gesink     | Belkin                         |    | 47 s            |

### 3eétape
|    | Coureur          | Équipe                         |    | Temps           |
| -- | ---------------- | ------------------------------ | -- | --------------- |
| 1  | Rohan Dennis     | Garmin-Sharp                   | en | 3 h 55 min 51 s |
| 2  | Brent Bookwalter | BMC Racing                     | +  | 0 s             |
| 3  | Damiano Caruso   | Cannondale                     |    | 0 s             |
| 4  | Patrick Gretsch  | Argos-Shimano                  |    | 0 s             |
| 5  | Robert Gesink    | Belkin                         |    | 0 s             |
| 6  | Steve Morabito   | BMC Racing                     |    | 0 s             |
| 7  | Ryan Anderson    | Optum-Kelly Benefit Strategies |    | 9 s             |
| 8  | Marcus Burghardt | BMC Racing                     |    | 9 s             |
| 9  | Jakub Novák      | BMC Racing                     |    | 9 s             |
| 10 | Jeremy Vennell   | Bissell                        |    | 9 s             |

|    | Coureur             | Équipe                         |    | Temps            |
| -- | ------------------- | ------------------------------ | -- | ---------------- |
| 1  | Rohan Dennis        | Garmin-Sharp                   | en | 10 h 59 min 18 s |
| 2  | Brent Bookwalter    | BMC Racing                     | +  | 18 s             |
| 3  | Damiano Caruso      | Cannondale                     |    | 30 s             |
| 4  | Patrick Gretsch     | Argos-Shimano                  |    | 31 s             |
| 5  | Robert Gesink       | Belkin                         |    | 34 s             |
| 6  | Robert Sweeting     | 5 Hour Energy                  |    | 54 s             |
| 7  | Francisco Mancebo   | 5 Hour Energy                  |    | 55 s             |
| 8  | Ryan Anderson       | Optum-Kelly Benefit Strategies |    | 56 s             |
| 9  | Matthias Friedemann | Champion System                |    | 1 min 12 s       |
| 10 | Steven Kruijswijk   | Belkin                         |    | 1 min 15 s       |

### 4eétape
|    | Coureur           | Équipe                         |    | Temps           |
| -- | ----------------- | ------------------------------ | -- | --------------- |
| 1  | Cadel Evans       | BMC Racing                     | en | 3 h 57 min 18 s |
| 2  | Simon Geschke     | Argos-Shimano                  | +  | 0 s             |
| 3  | Tom-Jelte Slagter | Belkin                         |    | 0 s             |
| 4  | Benjamin Day      | UnitedHealthcare               |    | 0 s             |
| 5  | Antoine Duchesne  | Équipe nationale du Canada     |    | 0 s             |
| 6  | Scott Zwizanski   | Optum-Kelly Benefit Strategies |    | 1 min 49 s      |
| 7  | Nic Hamilton      | Jelly Belly-Kenda              |    | 1 min 49 s      |
| 8  | Clay Murfet       | SmartStop Mountain-Khakis      |    | 1 min 49 s      |
| 9  | Ryan Roth         | Champion System                |    | 1 min 49 s      |
| 10 | Luke Keough       | UnitedHealthcare               |    | 9 min 44 s      |

|    | Coureur             | Équipe                         |    | Temps            |
| -- | ------------------- | ------------------------------ | -- | ---------------- |
| 1  | Rohan Dennis        | Garmin-Sharp                   | en | 15 h 06 min 20 s |
| 2  | Brent Bookwalter    | BMC Racing                     | +  | 18 s             |
| 3  | Damiano Caruso      | Cannondale                     |    | 30 s             |
| 4  | Patrick Gretsch     | Argos-Shimano                  |    | 31 s             |
| 5  | Robert Gesink       | Belkin                         |    | 34 s             |
| 6  | Robert Sweeting     | 5 Hour Energy                  |    | 54 s             |
| 7  | Francisco Mancebo   | 5 Hour Energy                  |    | 55 s             |
| 8  | Ryan Anderson       | Optum-Kelly Benefit Strategies |    | 56 s             |
| 9  | Matthias Friedemann | Champion System                |    | 1 min 12 s       |
| 10 | Steven Kruijswijk   | Belkin                         |    | 1 min 15 s       |

### 5eétape
|    | Coureur              | Équipe                         |    | Temps           |
| -- | -------------------- | ------------------------------ | -- | --------------- |
| 1  | Peter Sagan          | Cannondale                     | en | 2 h 42 min 20 s |
| 2  | Luka Mezgec          | Argos-Shimano                  | +  | m.t             |
| 3  | Robert Förster       | UnitedHealthcare               |    | m.t             |
| 4  | Luke Keough          | UnitedHealthcare               |    | m.t             |
| 5  | Nicolai Brøchner     | Bissell                        |    | m.t             |
| 6  | Charles Bradley Huff | Jelly Belly-Kenda              |    | m.t             |
| 7  | Brent Bookwalter     | BMC Racing                     |    | m.t             |
| 8  | Ryan Anderson        | Optum-Kelly Benefit Strategies |    | m.t             |
| 9  | Tomas Vaitkus        | Orica-GreenEDGE                |    | m.t             |
| 10 | Pierrick Naud        | Garneau–Québecor               |    | m.t             |

|    | Coureur             | Équipe                         |    | Temps            |
| -- | ------------------- | ------------------------------ | -- | ---------------- |
| 1  | Rohan Dennis        | Garmin-Sharp                   | en | 17 h 48 min 40 s |
| 2  | Brent Bookwalter    | BMC Racing                     | +  | 18 s             |
| 3  | Damiano Caruso      | Cannondale                     |    | 30 s             |
| 4  | Patrick Gretsch     | Argos-Shimano                  |    | 31 s             |
| 5  | Robert Gesink       | Belkin                         |    | 41 s             |
| 6  | Robert Sweeting     | 5 Hour Energy                  |    | 54 s             |
| 7  | Francisco Mancebo   | 5 Hour Energy                  |    | 55 s             |
| 8  | Ryan Anderson       | Optum-Kelly Benefit Strategies |    | 56 s             |
| 9  | Matthias Friedemann | Champion System                |    | 1 min 19 s       |
| 10 | Steven Kruijswijk   | Belkin                         |    | 1 min 22 s       |

## Classement général
|    | Cycliste            | Pays       | Équipe                         |    | Temps            |
| -- | ------------------- | ---------- | ------------------------------ | -- | ---------------- |
| 1  | Rohan Dennis        | Australie  | Garmin-Sharp                   | en | 17 h 48 min 40 s |
| 2  | Brent Bookwalter    | États-Unis | BMC Racing                     | +  | 18 s             |
| 3  | Damiano Caruso      | Italie     | Cannondale                     |    | 30 s             |
| 4  | Patrick Gretsch     | Allemagne  | Argos-Shimano                  |    | 31 s             |
| 5  | Robert Gesink       | Pays-Bas   | Belkin                         |    | 41 s             |
| 6  | Robert Sweeting     | États-Unis | 5 Hour Energy                  |    | 54 s             |
| 7  | Francisco Mancebo   | Espagne    | 5 Hour Energy                  |    | 55 s             |
| 8  | Ryan Anderson       | Canada     | Optum-Kelly Benefit Strategies |    | 56 s             |
| 9  | Matthias Friedemann | Allemagne  | Champion System                |    | 1 min 19 s       |
| 10 | Steven Kruijswijk   | Pays-Bas   | Belkin                         |    | 1 min 22 s       |